# Catharinea erosa
Catharinea erosa là một loài rêu trong họ Polytrichaceae. Loài này được Hampe mô tả khoa học đầu tiên năm 1863.